# Pertusaria texana
Pertusaria texana är en lavart som beskrevs av Müll. Arg. Pertusaria texana ingår i släktet Pertusaria och familjen Pertusariaceae.   Inga underarter finns listade i Catalogue of Life.